# Olympische Jugend-Sommerspiele 2010/Radsport
| Radsport bei den I. Olympischen Jugend-Sommerspielen | Radsport bei den I. Olympischen Jugend-Sommerspielen |
| Olympische Ringe · Radsport                          | Olympische Ringe · Radsport                          |
| Informationen                                        | Informationen                                        |
| ---------------------------------------------------- | ---------------------------------------------------- |
| Teilnehmer:                                          | 128 Athleten                                         |
| Datum:                                               | 17. August–22. August                                |
| Austragungsort:                                      | Tampines Bike Park Marina Bay Floating Stadium       |
| Wettkampfort:                                        | Singapur                                             |
| Entscheidungen:                                      | 1                                                    |
|                                                      | Nanjing 2014 →                                       |
| Olympische Ringe                                     | Radsport                                             |

| Olympische Jugend-Sommerspiele 2010 (Medaillenspiegel Radsport) | Olympische Jugend-Sommerspiele 2010 (Medaillenspiegel Radsport) | Olympische Jugend-Sommerspiele 2010 (Medaillenspiegel Radsport) | Olympische Jugend-Sommerspiele 2010 (Medaillenspiegel Radsport) | Olympische Jugend-Sommerspiele 2010 (Medaillenspiegel Radsport) | Olympische Jugend-Sommerspiele 2010 (Medaillenspiegel Radsport) |
| Platz                                                           | Mannschaft                                                      | Goldmedaillen                                                   | Silbermedaillen                                                 | Bronzemedaillen                                                 | Gesamt                                                          |
| --------------------------------------------------------------- | --------------------------------------------------------------- | --------------------------------------------------------------- | --------------------------------------------------------------- | --------------------------------------------------------------- | --------------------------------------------------------------- |
| 01                                                              | Kolumbien                                                       | 1                                                               | —                                                               | —                                                               | 1                                                               |
| 02                                                              | Italien                                                         | —                                                               | 1                                                               | —                                                               | 1                                                               |
| 03                                                              | Niederlande                                                     | —                                                               | —                                                               | 1                                                               | 1                                                               |

Bei den Olympischen Jugend-Sommerspielen 2010 wurde ein Wettbewerb im Radsport unterteilt in sieben Disziplinen ausgetragen. Die Wettkämpfe fanden im Tampines Bike Park und The Float@Marina Bay statt.

## Gemischter Mannschaftswettbewerb
| Platz | Land | Athleten                                                                       | Punkte       | Punkte     | Punkte | Punkte        | Punkte       | Punkte     | Punkte  | Punkte |
| Platz | Land | Athleten                                                                       | Jungen       | Jungen     | Jungen | Jungen        | Mädchen      | Mädchen    | Mädchen | Gesamt |
| Platz | Land | Athleten                                                                       | Mountainbike | Zeitfahren | BMX    | Straßenrennen | Mountainbike | Zeitfahren | BMX     | Gesamt |
| ----- | ---- | ------------------------------------------------------------------------------ | ------------ | ---------- | ------ | ------------- | ------------ | ---------- | ------- | ------ |
| 1     | COL  | Jessica Lergada, Jhonnatan Botero, Brayan Ramírez, David Oquendo               | 1            | 12         | 1      | 20            | 40           | 40         | 40      | 154    |
| 2     | ITA  | Alessia Bulleri, Andrea Righettini, Nicolas Marini, Mattia Furlan              | 10           | 16         | 61     | 12            | 12           | 21         | 39      | 171    |
| 3     | NED  | Maartje Hereijgers, Thijs Zuurbier, Friso Roscam Abbing Ijpeij, Twan van Gendt | 40           | 24         | 10     | 40            | 39           | 30         | 8       | 191    |
| 4     | BEL  | Tori van de Perre, Laurens Sweeck, Boris Vallée, Mattias Somers                | 17           | 14         | 72     | −4            | 40           | 40         | 18      | 197    |
| 5     | SUI  | Linda Indergand, Michael Stuenzi, Marc Schaerli, Romain Tanniger               | 61           | 30         | 45     | 40            | 5            | 1          | 24      | 206    |
| 6     | MEX  | Ingrid Drexel, Carlos Moran, Ulises Castillo, Christopher Mireles              | 30           | 30         | 72     | 5             | 21           | 8          | 40      | 221    |
| 7     | DEN  | Mette Jepsen, Magnus Cort Nielsen, Michael Valgren, Niklas Laustsen            | 45           | 7          | 17     | 67            | 40           | 40         | 15      | 231    |
| 8     | CZE  | Karolina Kalasova, Daniel Vesely, Matej Lasak, Jakub Hladik                    | 50           | 30         | 50     | 67            | 1            | 5          | 40      | 243    |